# Alejandrino Menéndez de Luarca
Alejandrino Menéndez de Luarca y Avello (Luarca, 1835-El Franco, 1895) fue un político, periodista y bibliófilo español. 

## Biografía

### Ambiente familiar
Perteneciente a una antigua familia hidalga del Occidente de Asturias, de tradición realista y carlista, nació el 25 de noviembre de 1835 en el palacio de Setienes, sito en la casería de la Herrería de Abajo y parroquia de Santiago del concejo de Valdés, a poco más de un kilómetro de la capital municipal, que era la villa de Luarca. Sus padres fueron Andrés Menéndez de Luarca Tineo y Riego y Antonia Avello Valdés y Pérez, su mujer.
Era nieto de Matías Menéndez de Luarca Tineo y Abella, señor de dicho palacio y de otro solar de su apellido en la villa de Luarca, natural de la casa de Llamas en la aldea de Casiellas y parroquia de San Miguel de Canero (todo en el concejo de Valdés), y de María del Carmen del Riego Lamas y Heredia, señora jurisdiccional del coto de Sangoñedo en Tineo y de la villa de Lamas de Moreira en el antiguo concejo asturiano de Burón (agregado en 1834 a la provincia de Lugo). Su abuelo fue procurador por Luarca en la Junta General del Principado de 1792 a 1815, y procurador general de la misma, y hacia 1820 litigaba por el mayorazgo de su antepasado Pedro Menéndez de Avilés, al que estaban vinculados los títulos de conde de Canalejas y adelantado de la Florida.
Su tío Bartolomé Menéndez de Luarca Tineo y Riego, hermano mayor de su padre, heredó los solares familiares y fue el último señor de Sangoñedo y de Lamas de Moreira, procurador general del Principado, diputado a Cortes y senador vitalicio nombrado por la reina Isabel II. Casó en segundas nupcias con Juana de Argüelles Quiñones y Fernández Miranda, natural y dueña del palacio de Valsera en la parroquia de Santa María de este lugar del concejo de Las Regueras. Y fruto de este matrimonio, Alejandrino tuvo por primo, entre otros, a Dionisio Menéndez de Luarca y Argüelles Quiñones, político y escritor carlista, diputado a Cortes, que en 1866 fundó el diario La Cruz de la Victoria, donde colaboró asiduamente bajo los seudónimos de Pedro Sarmiento y Juan de la Esteva. Dionisio redactó una documentada biografía (Oviedo, 1897) sobre Rafael Menéndez de Luarca, su común tío-bisabuelo, obispo de Santander y destacado combatiente realista en la Guerra de la Independencia.
Era también sobrino carnal del ilustre bibliófilo Vicente Avello y Valdés, hermano de su madre y también político carlista, amigo de Cándido Nocedal. Alejandrino heredó de su tío Vicente la biblioteca que este había reunido a lo largo de su vida: una de las mejores de la España de entonces. Y siguió aumentando la colección de libros y manuscritos, a la que dio digno aposento en el palacio de Fonfría, propiedad de su mujer sita en la parroquia de San Bartolomé de Valdepares y concejo de El Franco. Esta selecta biblioteca incluía doce incunables, pero sus joyas de mayor interés eran una serie de manuscritos de Jovellanos: entre ellos, varios cuadernos originales de sus Diarios.

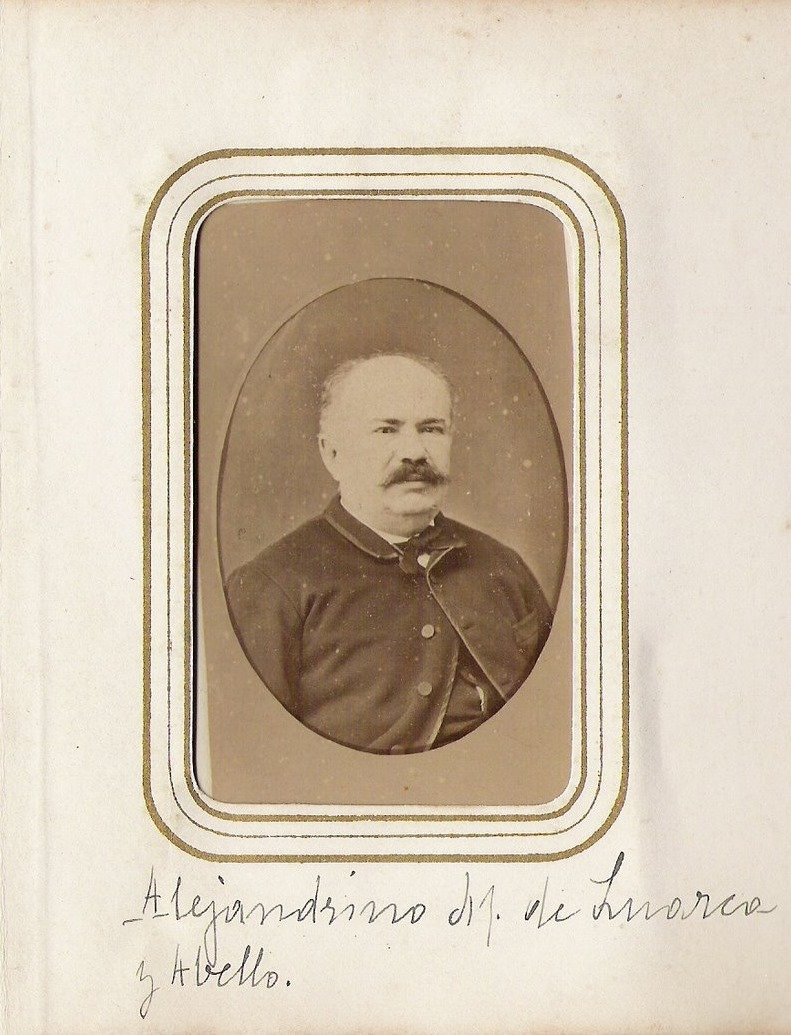
Alejandrino Menéndez de Luarca y Avello. Colección Luisa Menéndez de Luarca.

Casó en 1860 con María Joaquina de Castrillón Cienfuegos y Luiña, que le sobrevivió hasta 1918, hija de Zacarías de Castrillón Cienfuegos y León, de quien heredó el citado palacio de Fonfría, y de Juana de Luiña, su mujer, dueña del palacio de Piñera en el concejo de Navia. El suegro descendía del palacio de Tox en la parroquia naviega de Santiago de Villapedre, a cuyo mayorazgo estuvo agregado el de Fonfría hasta la Ley Desvinculadora de 1820. Alejandrino y Joaquina no tuvieron descendencia, por lo que después de los días de la viuda el palacio de Fonfría y su importante contenido pasaron por herencia a la familia de ella. La biblioteca fue trasladada al palacio de Tox, donde aún permanecía en 1976, aunque ya muy diezmada.

### Primeros años
Después de estudiar las primeras letras en Luarca y el bachillerato en el madrileño Instituto del Noviciado, cursó Derecho y Filosofía y Letras en la Universidad Central, obteniendo un premio extraordinario de fin de carrera y años después el grado de doctor en Derecho.
Tras licenciarse como jurista, rechazó un puesto de profesor auxiliar en su alma máter y se empleó como pasante en el bufete de Cándido Nocedal, de quien llegó a ser gran amigo y discípulo aventajado. Nocedal era amigo y conmilitón de su tío Vicente Avello, quien colaboró en la edición de las Obras publicadas e inéditas de Jovellanos que el brigantino dio a la estampa en 1858, precedidas de un prólogo muy elogioso. Pero el joven Alejandrino irrumpió en este campo criticando severamente los juicios favorables de Nocedal sobre Jovellanos, en un artículo que publicó en 1859 bajo el seudónimo de W. Franquet.

### Política y periodismo

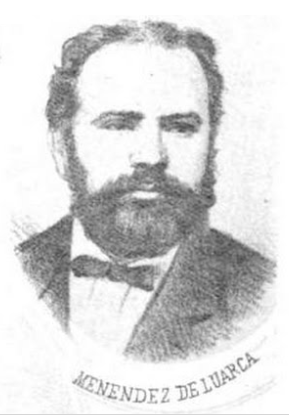
Alejandrino Menéndez de Luarca como diputado a las Cortes de 1871

Junto con Nocedal, fue diputado a las Cortes de 1867, las últimas del reinado de Isabel II, por el distrito de Avilés (Oviedo). Tras la revolución de 1868, se adhirió al carlismo y en las elecciones de 1871 fue elegido nuevamente diputado, por el distrito de Tineo. 
En las Cortes del Sexenio Revolucionario se distinguió al tratar las cuestiones de Hacienda, y especialmente la del Banco hipotecario, que quería establecerse entonces favorecido por poderosas influencias. Formando parte de la comisión en unión del diputado tradicionalista Ramón Vinader, Menéndez de Luarca contribuyó a que aquel proyecto no llegase a ser ley.
Se dedicó después al periodismo y durante la Restauración alfonsina fue colaborador del diario carlista e integrista El Siglo Futuro, del que posteriormente se distanciaría por diferencia de puntos de vista y cuestiones de conducta, si bien mantuvo sus convicciones católico-tradicionalistas.
Fundó en Luarca el periódico El Faro y en 1886 en Oviedo La Cruz de la Victoria (desde 1889 La Victoria de la Cruz), periódico tradicionalista del que fue director. Adherido en 1888 al Partido Integrista, participó en la primera Asamblea de dicho partido.
Escribió una biografía sobre su pariente el obispo Rafael Menéndez de Luarca y colaboró con la obra Asturias, su historia y monumentos de Fermín Canella y Octavio Bellmunt.
De acuerdo con Jesús Evaristo Casariego, Alejandrino Menéndez de Luarca poseía una de las mejores bibliotecas de su época, habiendo heredado los manuscritos de Jovellanos que había adquirido Vicente Avello y Valdés.
Falleció el 30 de marzo de 1895 en su palacio de Fonfría (Valdepares, El Franco).